# Contea di Jackson (Ohio)
La contea di Jackson ( in inglese Jackson County ) è una contea dello Stato dell'Ohio, negli Stati Uniti. La popolazione al censimento del 2000 era di 32 641 abitanti. Il capoluogo di contea è Jackson.

## Centri abitati

### Città
- Jackson (capoluogo di contea)
- Wellston

### Villaggi
- Coalton
- Oak Hill

### Comunità non incorporate
- Altoona
- Banner
- Big Rock
- Blackfork Junction
- Brocks Corner
- Buckeye
- Buffalo
- Byer
- Camba
- Chapman
- Clay
- Comet
- Davisville
- Englishville
- Four Mile
- Garfield
- Glade
- Glen Nell
- Glen Roy
- Goldsboro
- Horeb
- Ironton Junction
- Jackson Heights
- Jonestown
- Keystone
- Kitchen
- Leo
- Lesmil
- Limerick
- Mabee Corner
- Monroe
- Mulga
- Oakland
- Orpheus
- Pattonsville
- Petersburg
- Petrea
- Pyro
- Ratchford
- Rempel
- Roads
- Rocky Hill
- Savageville
- Tom Corwin
- Wainwright
- Winchester
- Vega